# DistroWatch
DistroWatch est un site Web destiné à l'actualité des distributions GNU/Linux ainsi que d'autres systèmes d'exploitation libres de type Unix comme FreeBSD, NetBSD ou OpenBSD. Il permet aux lecteurs de trouver des informations générales sur ces systèmes d'exploitation ainsi que des classements de popularité. Il contient des informations sur plusieurs centaines de distributions. Son slogan français actuel est « Reprenez du plaisir en informatique. Utilisez Linux, BSD. »
Le site tient à jour un grand nombre de tableaux qui permettent de comparer les différences existant entre les paquets et versions de logiciels proposés par diverses distributions. Il indique également quelques-unes de leurs caractéristiques principales comme les architectures matérielles gérées et leur coût.

## Classements
À noter que ces classements sont constitués d’après le nombre de clics par jour sur DistroWatch.com. Le nombre de clics sur ce site Web est un reflet de l’intérêt porté à une distribution (sur DistroWatch) et non pas de sa part d'utilisation réelle.
| Place | 2020         | 2021            | 2022            | 2023            |
| ----- | ------------ | --------------- | --------------- | --------------- |
| 1re   | MX Linux (=) | MX Linux (=)    | MX Linux (=)    | MX Linux (=)    |
| 2e    | Manjaro (=)  | EndeavourOS (+) | EndeavourOS (=) | Mint (+)        |
| 3e    | Mint (=)     | Manjaro (+)     | Mint (+)        | EndeavourOS (-) |
| 4e    | Ubuntu       | Mint (-)        | Manjaro (-)     | Debian (+)      |
| 5e    | Pop!_OS      | Pop!_OS (=)     | Pop!_OS (=)     | Manjaro (-)     |
| 6e    | Debian       | Ubuntu (-)      | Ubuntu (=)      | Ubuntu (=)      |
| 7e    | elementary   | Debian (-)      | Fedora (+)      | Fedora (=)      |
| 8e    | Solus        | elementary (-)  | Debian (-)      | Pop!_OS (-)     |
| 9e    | Fedora       | Garuda (+)      | Garuda (=)      | OpenSUSE (+)    |
| 10e   | Zorin OS     | Fedora (-)      | Lite (+)        | Zorin OS (+)    |

| Place | 2011          | 2012          | 2013            | 2014           | 2015            | 2016           | 2017           | 2018           | 2019           |
| ----- | ------------- | ------------- | --------------- | -------------- | --------------- | -------------- | -------------- | -------------- | -------------- |
| 1re   | Mint (+)      | Mint (=)      | Mint (=)        | Mint (=)       | Mint (=)        | Mint (=)       | Mint (=)       | Manjaro (+)    | MX Linux (+)   |
| 2e    | Ubuntu (-)    | Mageia (+)    | Ubuntu (+)      | Ubuntu (=)     | Debian (+)      | Debian (=)     | Debian (=)     | Mint (-)       | Manjaro (-)    |
| 3e    | Fedora (-)    | Ubuntu (-)    | Debian (+)      | Debian (=)     | Ubuntu (-)      | Fedora (+)     | Ubuntu (+)     | MX Linux (+)   | Mint (-)       |
| 4e    | Debian (+)    | Fedora (-)    | Mageia (-)      | OpenSUSE (+)   | OpenSUSE (=)    | OpenSUSE (=)   | OpenSUSE (=)   | elementary (+) | Debian (+)     |
| 5e    | OpenSUSE (-)  | OpenSUSE (=)  | Fedora (-)      | Fedora (=)     | Fedora (=)      | Manjaro (+)    | Manjaro (=)    | Ubuntu (-)     | Ubuntu (=)     |
| 6e    | Arch (+)      | Debian (-)    | OpenSUSE (-)    | Mageia (-)     | Mageia (=)      | Ubuntu (-)     | Fedora (-)     | Debian (-)     | elementary (+) |
| 7e    | PCLinuxOS (-) | Arch (-)      | PCLinuxOS (+)   | Arch (+)       | Manjaro (+)     | Zorin OS(+)    | Zorin OS (=)   | Solus (+)      | Solus (=)      |
| 8e    | Puppy (+)     | PCLinuxOS (-) | Manjaro (+)     | elementary (+) | CentOS (+)      | elementary (+) | elementary (=) | Fedora (-)     | Fedora (=)     |
| 9e    | CentOS (+)    | CentOS (=)    | Arch (-)        | CentOS (+)     | Arch (-)        | CentOS (-)     | CentOS (=)     | OpenSUSE (-)   | Zorin OS (+)   |
| 10e   | Mandriva (+)  | Puppy (-)     | Puppy Linux (=) | Zorin OS (+)   | Android-x86 (+) | Arch (-)       | Arch (=)       | Zorin OS (-)   | Deepin (+      |

| Place | 2002          | 2003          | 2004           | 2005           | 2006           | 2007           | 2008           | 2009          | 2010          |
| ----- | ------------- | ------------- | -------------- | -------------- | -------------- | -------------- | -------------- | ------------- | ------------- |
| 1re   | Mandrake      | Mandrake (=)  | Mandrake (=)   | Ubuntu (+)     | Ubuntu (=)     | Ubuntu (=)     | Ubuntu (=)     | Ubuntu (=)    | Ubuntu (=)    |
| 2e    | Red Hat       | Red Hat (=)   | Fedora (=)     | Mandriva (-)   | OpenSUSE (+)   | PCLinuxOS (+)  | OpenSUSE (+)   | Fedora (+)    | Fedora (=)    |
| 3e    | Gentoo        | Knoppix (+)   | Knoppix (=)    | SuSE (+)       | Fedora (-)     | OpenSUSE (+)   | Mint (+)       | Mint (=)      | Mint (=)      |
| 4e    | Debian        | Gentoo (-)    | SuSE (+)       | Fedora (-)     | MEPIS (+)      | Fedora (-)     | Fedora (=)     | OpenSUSE (-)  | OpenSUSE (=)  |
| 5e    | Sorcerer (en) | Debian (-)    | Debian (=)     | MEPIS (+)      | Mandriva (-)   | Sabayon (+)    | PCLinuxOS (-)  | Debian (+)    | Debian (=)    |
| 6e    | SuSE          | Yoper (+)     | MEPIS (+)      | Debian (-)     | Damn Small (+) | Mint (+)       | Debian (+)     | Mandriva (+)  | PCLinuxOS (+) |
| 7e    | Slackware     | SuSE (-)      | Gentoo (-)     | Knoppix (-)    | Debian (-)     | Debian (=)     | Mandriva (+)   | Puppy (+)     | Mandriva (-)  |
| 8e    | Lycoris       | Slackware (-) | Slackware (=)  | Damn Small (+) | PCLinuxOS (+)  | MEPIS (-)      | Dreamlinux (+) | PCLinuxOS (-) | Sabayon (+)   |
| 9e    | Lindows       | Lycoris (-)   | PCLinuxOS (+)  | Gentoo (-)     | Slackware (+)  | Mandriva (-)   | Sabayon (-)    | Sabayon (=)   | Arch (+)      |
| 10e   | Xandros       | Xandros (=)   | Damn Small (+) | Slackware (-)  | Gentoo (-)     | Damn Small (-) | Damn Small (=) | Arch (+)      | Puppy (-)     |